# (4223) Shikoku
(4223) Shikoku es un asteroide perteneciente al cinturón de asteroides, descubierto el 7 de mayo de 1988 por Tsutomu Seki desde el Observatorio de Geisei, Geisei, Japón.

## Designación y nombre
Designado provisionalmente como 1988 JM. Fue nombrado Shikoku en homenaje a la región japonesa de Shikoku compuesta por varias islas.